# دارکوب گونه‌طلایی
دارکوب گونه‌طلایی (نام علمی: Melanerpes chrysogenys) نام یک گونه از سرده سیاه‌خزنده‌ها است.